# Lamonriville
Lamonriville est un hameau de la commune et ville belge de Malmedy située en Région wallonne dans la province de Liège. Avant la fusion des communes de 1977, Lamonriville faisait partie de la commune de Bellevaux-Ligneuville.

## Situation
Lamonriville se situe sur le versant sud du petit ruisseau de Lamonriville, un affluent de l'Amblève. Il avoisine les localités de Hédomont, Bellevaux, Lasnenville, Reculémont et Ligneuville.
Le hameau se trouve à 6 km au sud de Malmedy.

## Description
Dans un environnement de pâtures en pente, cette petite localité ardennaise possède quelques anciennes fermettes avec cour bâties en pierre de grès et aux toitures recouvertes d'ardoises. On ne compte dans le hameau aucun édifice religieux mais quelques croix de bois.
Lamonriville compte une vingtaine d'habitations.

## Activités
Lamonriville possède des gîtes ruraux.